# 梅尔希韦勒
梅尔希韦勒（德語：Merchweiler，發音：[ˈmɛʁçvaɪlɐ]）是德国萨尔兰州诺因基兴县的市镇，面积12.8平方千米，2023年12月31日人口为9,900人。